# Vernouillet (Eure i Loir)
Vernouillet és un municipi francès, situat al departament de l'Eure i Loir i a la regió de Centre – Vall del Loira. L'any 2007 tenia 11.897 habitants.

## Demografia

### Població
El 2007 la població de fet de Vernouillet era d'11.897 persones. Hi havia 4.084 famílies, de les quals 949 eren unipersonals (348 homes vivint sols i 601 dones vivint soles), 1.052 parelles sense fills, 1.603 parelles amb fills i 480 famílies monoparentals amb fills.
La població ha evolucionat segons el següent gràfic:
Habitants censats

### Habitatges
El 2007 hi havia 4.423 habitatges, 4.181 eren l'habitatge principal de la família, 42 eren segones residències i 200 estaven desocupats. 2.715 eren cases i 1.600 eren apartaments. Dels 4.181 habitatges principals, 2.391 estaven ocupats pels seus propietaris, 1.749 estaven llogats i ocupats pels llogaters i 41 estaven cedits a títol gratuït; 131 tenien una cambra, 269 en tenien dues, 1.031 en tenien tres, 1.374 en tenien quatre i 1.376 en tenien cinc o més. 2.924 habitatges disposaven pel capbaix d'una plaça de pàrquing. A 2.279 habitatges hi havia un automòbil i a 1.236 n'hi havia dos o més.

### Piràmide de població
La piràmide de població per edats i sexe el 2009 era:
| Homes | Edats   | Dones |
| ----- | ------- | ----- |
| 8     | 95 o +  | 6     |
| 8     | 90 a 94 | 32    |
| 33    | 85 a 89 | 84    |
| 33    | 80 a 84 | 100   |
| 158   | 75 a 79 | 160   |
| 152   | 70 a 74 | 187   |
| 238   | 65 a 69 | 240   |
| 292   | 60 a 64 | 238   |
| 287   | 55 a 59 | 302   |
| 394   | 50 a 54 | 340   |
| 365   | 45 a 49 | 433   |
| 366   | 40 a 44 | 478   |
| 349   | 35 a 39 | 442   |
| 412   | 30 a 34 | 406   |
| 322   | 25 a 29 | 335   |
| 333   | 20 a 24 | 313   |
| 518   | 15 a 19 | 498   |
| 645   | 10 a 14 | 564   |
| 506   | 5 a 9   | 436   |
| 297   | 0 a 4   | 336   |

## Economia
El 2007 la població en edat de treballar era de 7.654 persones, 4.910 eren actives i 2.744 eren inactives. De les 4.910 persones actives 3.987 estaven ocupades (2.097 homes i 1.890 dones) i 923 estaven aturades (507 homes i 416 dones). De les 2.744 persones inactives 715 estaven jubilades, 1.060 estaven estudiant i 969 estaven classificades com a «altres inactius».

### Ingressos
El 2009 a Vernouillet hi havia 4.240 unitats fiscals que integraven 11.779 persones, la mediana anual d'ingressos fiscals per persona era de 15.171 €.

### Activitats econòmiques
Dels 429 establiments que hi havia el 2007, 7 eren d'empreses extractives, 5 d'empreses alimentàries, 6 d'empreses de fabricació de material elèctric, 1 d'una empresa de fabricació d'elements pel transport, 43 d'empreses de fabricació d'altres productes industrials, 43 d'empreses de construcció, 149 d'empreses de comerç i reparació d'automòbils, 18 d'empreses de transport, 22 d'empreses d'hostatgeria i restauració, 5 d'empreses d'informació i comunicació, 14 d'empreses financeres, 8 d'empreses immobiliàries, 40 d'empreses de serveis, 38 d'entitats de l'administració pública i 30 d'empreses classificades com a «altres activitats de serveis».
Dels 107 establiments de servei als particulars que hi havia el 2009, 1 era una comissaria de policia, 1 oficina del servei públic d'ocupació, 2 oficines de correu, 4 oficines bancàries, 1 funerària, 21 tallers de reparació d'automòbils i de material agrícola, 5 tallers d'inspecció tècnica de vehicles, 2 establiments de lloguer de cotxes, 1 autoescola, 6 paletes, 8 guixaires pintors, 9 fusteries, 11 lampisteries, 6 electricistes, 1 empresa de construcció, 7 perruqueries, 1 veterinari, 14 restaurants, 1 agència immobiliària, 2 tintoreries i 3 salons de bellesa.
Dels 45 establiments comercials que hi havia el 2009, 1 era, 4 supermercats, 3 grans superfícies de material de bricolatge, 2 botiges de menys de 120 m², 3 fleques, 5 carnisseries, 1 una carnisseria, 1 una peixateria, 6 botigues de roba, 2 botigues d'equipament de la llar, 2 sabateries, 6 botigues de mobles, 1 una botiga de mobles, 2 botigues de material de revestiment de parets i terra, 2 drogueries, 1 una perfumeria i 3 floristeries.
L'any 2000 a Vernouillet hi havia 7 explotacions agrícoles que ocupaven un total de 504 hectàrees.

## Equipaments sanitaris i escolars
El 2009 hi havia 1 hospital de tractaments de curta durada, 1 hospital de tractaments de mitja durada (seguiment i rehabilitació i 5 farmàcies.
El 2009 hi havia 4 escoles maternals i 5 escoles elementals. Vernouillet disposava de 2 col·legis d'educació secundària amb 728 alumnes.

## Poblacions més properes
El següent diagrama mostra les poblacions més properes.